# Communauté de communes Terres de Saône
La communauté de communes Terres de Saône (CCTS) est une communauté de communes française située dans le département de la Haute-Saône, en Franche-Comté, dans la région administrative Bourgogne-Franche-Comté.

## Historique
Une première réflexion en vue de la fusion des trois petites intercommunalités  « Agir Ensemble », « Saône Jolie » et « des Six Villages » a été menée en 2006,, sans aboutir alors à une mise en œuvre.
L'article 35 de la loi n° 2010-1563 du 16 décembre 2010 « de réforme des collectivités territoriales » prévoit toutefois d'achever et de rationaliser le dispositif intercommunal en France, et notamment d'intégrer la quasi-totalité des communes françaises dans des EPCI à fiscalité propre, dont la population soit normalement supérieure à 5 000 habitants.
Dans ce cadre, le schéma départemental de coopération intercommunale de 2011 a prévu la fusion des communautés de communes : 
- Agir ensemble, 
- de la Saône jolie 
- des six villages, 
et en y rajoutant les communes isolées de Bourguignon-lès-Conflans, Breurey-lès-Faverney et Vilory, afin de former une nouvelle structure regroupant 39 communes et environ 13 866 habitants.
Cette fusion est effective depuis le 1er janvier 2014 et a permis la création, à la place des intercommunalités supprimées, de  la communauté de communes Terres de Saône,.
Magny-lès-Jussey quitte la CCTS pour intégrer la communauté de communes des Hauts du val de Saône le 1er janvier 2016.
Anchenoncourt-et-Chazel, auparavant membre de la Communauté de communes de la Haute Comté, intègre le 1er janvier 2022 la communauté de communes

## Territoire communautaire

### Composition
En 2022, après l'adhésion d'Anchenoncourt-et-Chazel, l'intercommunalité regroupe les 39 communes suivantes :

| Nom                                 | Code Insee | Gentilé          | Superficie (km2) | Population (dernière pop. légale) | Densité (hab./km2) |
| ----------------------------------- | ---------- | ---------------- | ---------------- | --------------------------------- | ------------------ |
| Port-sur-Saône (siège)              | 70421      | Portusiens       | 24,59            | 2 966 (2022)                      | 121                |
| Amance                              | 70012      | Amançois         | 17,54            | 668 (2022)                        | 38                 |
| Amoncourt                           | 70015      | Amoncourtois     | 4,04             | 268 (2022)                        | 66                 |
| Auxon                               | 70044      |                  | 12,51            | 402 (2022)                        | 32                 |
| Baulay                              | 70056      | Baulaisiens      | 8,22             | 323 (2022)                        | 39                 |
| Bougnon                             | 70079      | Bougnonnais      | 9,18             | 501 (2022)                        | 55                 |
| Bourguignon-lès-Conflans            | 70087      |                  | 8,02             | 136 (2022)                        | 17                 |
| Breurey-lès-Faverney                | 70095      | Bruérois         | 19,48            | 597 (2022)                        | 31                 |
| Buffignécourt                       | 70106      | Buffignécourtois | 6,27             | 129 (2022)                        | 21                 |
| Chargey-lès-Port                    | 70133      | Cardiens         | 13,05            | 236 (2022)                        | 18                 |
| Chaux-lès-Port                      | 70146      |                  | 4,15             | 161 (2022)                        | 39                 |
| Conflandey                          | 70167      |                  | 5,3              | 357 (2022)                        | 67                 |
| Contréglise                         | 70170      |                  | 9,61             | 113 (2022)                        | 12                 |
| Cubry-lès-Faverney                  | 70190      | Cupréens         | 5,59             | 186 (2022)                        | 33                 |
| Équevilley                          | 70214      |                  | 9,46             | 120 (2022)                        | 13                 |
| Faverney                            | 70228      | Favernéens       | 18,23            | 976 (2022)                        | 54                 |
| Flagy                               | 70235      | Flagiens         | 9,7              | 137 (2022)                        | 14                 |
| Fleurey-lès-Faverney                | 70236      |                  | 11,29            | 454 (2022)                        | 40                 |
| Grattery                            | 70278      |                  | 6,19             | 215 (2022)                        | 35                 |
| Menoux                              | 70341      | Manaoriens       | 14,7             | 299 (2022)                        | 20                 |
| Mersuay                             | 70343      |                  | 11,75            | 279 (2022)                        | 24                 |
| Montureux-lès-Baulay                | 70372      |                  | 6,34             | 159 (2022)                        | 25                 |
| Neurey-en-Vaux                      | 70380      | Neuréins         | 5,27             | 139 (2022)                        | 26                 |
| Polaincourt-et-Clairefontaine       | 70415      | Polaincourtois   | 21,4             | 600 (2022)                        | 28                 |
| Provenchère                         | 70426      |                  | 5,82             | 238 (2022)                        | 41                 |
| Purgerot                            | 70427      | Bocquillons      | 14,11            | 328 (2022)                        | 23                 |
| Saint-Rémy-en-Comté                 | 70472      | Saint-Rémois     | 9,08             | 439 (2022)                        | 48                 |
| Saponcourt                          | 70476      |                  | 4,89             | 76 (2022)                         | 16                 |
| Scye                                | 70483      | Scieurs          | 5,84             | 135 (2022)                        | 23                 |
| Senoncourt                          | 70488      | Senoncourtois    | 11,26            | 185 (2022)                        | 16                 |
| Le Val-Saint-Éloi                   | 70518      | Valois           | 7,06             | 95 (2022)                         | 13                 |
| Varogne                             | 70522      | Varognots        | 4,41             | 156 (2022)                        | 35                 |
| Vauchoux                            | 70524      |                  | 4,64             | 122 (2022)                        | 26                 |
| Vellefrie                           | 70534      |                  | 5,91             | 123 (2022)                        | 21                 |
| Venisey                             | 70545      | Veniséens        | 6,8              | 134 (2022)                        | 20                 |
| La Villeneuve-Bellenoye-et-la-Maize | 70558      |                  | 9,21             | 155 (2022)                        | 17                 |
| Villers-sur-Port                    | 70566      |                  | 10,25            | 199 (2022)                        | 19                 |
| Vilory                              | 70569      |                  | 4,15             | 68 (2022)                         | 16                 |
| Anchenoncourt-et-Chazel             | 70017      |                  | 13,91            | 229 (2022)                        | 16                 |

### Démographie
| 1968   | 1975   | 1982   | 1990   | 1999   | 2008   | 2013   | 2018   |
| ------ | ------ | ------ | ------ | ------ | ------ | ------ | ------ |
| 13 364 | 13 537 | 14 213 | 13 942 | 13 238 | 13 559 | 13 720 | 13 324 |

## Administration

### Siège
Le siège de la communauté de communes est situé à Port-sur-Saône, 67 rue François-Mitterrand.

### Élus
La communauté de communes est gérée par un conseil communautaire composé, depuis l'intégration d'Anchenoncourt-et-Chazel de 58 membres représentant chacune des 39 communes membres et élus pour la mandature 2020-2026.
Ils sont répartis de la manière suivante en fonction de la population des diverses communes : 

- 12 délégués pour Port-sur-Saône ;

- 3 délégués pour Faverney, Polaincourt-et-Clairefontaine ; 

- 2 délégués pour Amance, Bougnon, Breurey-lès-Faverney, Saint-Rémy-en-Comte ;

- 1 délégué ou son suppléant pour les autres communes.
Au terme des élections municipales de 2020 dans la Haute-Saône, le conseil communautaire renouvelé a élu son nouveau président, Luc Simonel, maire de Polaincourt-et-Clairefontaine, ainsi que ses 14 vice-présidents, qui sont : 
1. Jean-Marie Bertin, maire d'Amance, chargé des finances ;
2. Franck Tisserand, maire de Fleurey-lès-Faverney, chargé de l'environnement ;
3. Jean-Pascal Mariot, maire-adjoint de Port-sur-Saône, chargé du développement économique ;
4. Roland Jachez, maire de Scye, chargé de la voirie et de la commission d'appel d'offres ;
5. Isabelle Franck-Grandidier, maire d'Auxon, chargée de l'eau et de l'assainissement ;
6. François Laurent, maire de Faverney, chargé du scolaire ;
7. Marie-Pierre Parat, maire de Conflandey ;
8. Éric Madiot, maire-adjoint de Port-sur-Saône, chargé des ordures ménagères et de la TEPOS ;
9. Charles Cuny, maire de Venisey, chargé des équipements touristiques ;
10. Michel Cornuez, maire de Flagy ;
11. Jérôme Lallemand, maire de Grattery, chargé de l'office du tourisme et de la commission d'évaluation des charges transférées (CLECT) ;
12. Jean Marchal, maire de Breurey-lès-Faverney, chargé de la GEMAPI ;
13. Jean-Marie Sibille, conseiller municipal de Port-sur-Saône, chargé de la culture et de Saônexpo ;
14. Karl Von Felten, maire de Bougnon, chargé des nouvelles technologies et de la communication.

Toutefois, en mars 2022, le site de l'intercommunalité ne fait plus état que de 12 vice-présidents, et ne mentionne plus Marie-Pierre Parat  et Michel Cornuez

### Liste des présidents
| Période      | Période                         | Identité         | Étiquette | Qualité |
| ------------ | ------------------------------- | ---------------- | --------- | --- |
| janvier 2014 | avril 2014                      | Jacky Lallemand  |           | Maire de Grattery (1979 → 2014) Président de l'ex-CC de la Saône jolie ( ? → 2013)                                                                                                |
| avril 2014   | juillet 2020                    | Jean-Paul Mariot | PS        | Cadre bancaire retraité Maire de Port-sur-Saône (1989 → 2020) Député de la Haute-Saône (3e circ.) (1997 → 2002) Conseiller général puis départemental de Port-sur-Saône (1994 → ) |
| juillet 2020 | En cours (au 26 septembre 2022) | Luc Simonel      | LR        | Maire de Polaincourt-et-Clairefontaine (1995 → ) |

### Compétences
L'intercommunalité exerce des compétences définies par le conseil communautaire du 7 juillet 2015 et  essentiellement issues de celles des anciennes intercommunalités supprimées, à l'exception de la gestion des cours d'eau, lutte contre les inondations et entretien de la qualité des cours d'eau, ainsi que le ramassage des animaux errants et la fourrière.
Ces compétences, qui lui sont transférées par les communes membres dans les conditions définies par le code général des collectivités territoriales, sont :
- Assainissement (études uniquement) ;
- Équipements culturels, sportifs et touristiques nouveaux ou réhabilités dont le coût est supérieur à 500 000 €, ainsi que le complexe culturel « Amalgame » à Villers-sur-Port, hébergements et nouveaux équipements touristiques, panneaux d’informations électroniques ;
- Animations socioculturelles ;
- Promotion touristique, sentiers de randonnée ;
- Transports en commun (représentation auprès des autorités organisatrices et gestionnaires de transports collectifs, gestion d'un service de transport communautaire par minibus) ;
- Coopération décentralisée ;
- Accueil périscolaire et extrascolaire ;
- Aire de grand passage des gens du voyage le long de l’axe RN19 ;
- Accueil de la petite enfance (de 3 mois à la 3e année) ;
- Équipements relevant de l’enseignement pré-élémentaire et élémentaire[16].

### Régime fiscal et budget
La Communauté de communes est un établissement public de coopération intercommunale à fiscalité propre.
Afin de financer l'exercice de ses compétences, l'intercommunalité perçoit la fiscalité professionnelle unique (FPU) – qui a succédé à la taxe professionnelle unique (TPU) – et assure une péréquation de ressources entre les communes résidentielles et celles dotées de zones d'activité.
Elle ne reverse pas de dotation de solidarité communautaire (DSC) à ses communes membres.

## Projets et réalisations
Conformément aux dispositions légales, une communauté de communes a pour objet d'associer des « communes au sein d'un espace de solidarité, en vue de l'élaboration d'un projet commun de développement et d'aménagement de l'espace ».